# Ottava Presa
Ottava Presa è una frazione divisa tra i comuni di Caorle e San Stino di Livenza, nella città metropolitana di Venezia.
L'abitato sorge sulla riva sinistra del fiume Livenza, confinando a sud con il capoluogo di Caorle e a est con le frazioni caorlotte di San Gaetano e Marango. È attraversato longitudinalmente dalla strada provinciale 59 che congiunge Caorle a San Stino di Livenza.
La frazione di Ottava Presa è l'unica rimasta del territorio un tempo totalmente di pertinenza dell'isola di Caorle a mantenere l'antica toponomastica risalente al XVII secolo, epoca in cui il governo della Repubblica di Venezia divise il territorio dell'entroterra di Caorle in diverse «prese», ossia appezzamenti di terra, da vendere a nobili veneziani per rimpinguare le casse dello stato. In territorio di Caorle sorge ancora un'antica villa settecentesca,villa dei "Dogi", edificata sulla riva del fiume Livenza da nobili veneziani (oggi ristrutturata ed adibita ad albergo). Sempre in territorio di Caorle sorge una piccola cappella, edificata negli ultimi decenni del 1900, dedicata a Nostra Signora di Lourdes e recentemente ristrutturata, con la realizzazione di affreschi di notevole pregio.
Ad oggi la vocazione principale della frazione è di natura agricola, anche se non mancano stabilimenti industriali (specie nella zona di pertinenza del comune liventino) ed una zona PIP in comune di Caorle.
Ottava Presa è anche ricca di zone verdi, come parchi e zone apposite, ricche di vegetazione, come quella nelle vicinanze del centro civico, dove si può portare il proprio animale domestico a stare all'aria aperta.

## La sagra di Ottava Presa
La sagra di Ottava Presa è un'iniziativa che ormai è presente da quasi un ventennio, dove in quattro giornate si ha la possibilità di degustare le pietanze del luogo